# Мендоса, Хавьер
Хавьер Мендоса (англ. Javier Mendoza), (5 марта 1991 Тихуана, Нижняя Калифорния, Мексика) — мексиканский боксёр-профессионал, выступающий в первой наилегчайшей (Light flyweight) (до 49,0 кг) весовой категории. Чемпион мира в первом наилегчайшем весе (по версии IBF, 2014—2015.).